# Кутузівка (Вознесенський район)
Куту́зівка — село в Україні, у Вознесенському районі Миколаївської області. Населення становить 157 осіб. Орган місцевого самоврядування — Веселинівська селищна громада.